# Elaphoglossum tenuiculum
Elaphoglossum tenuiculum là một loài thực vật có mạch trong họ Lomariopsidaceae. Loài này được (Fée) T. Moore ex Christ mô tả khoa học đầu tiên năm 1899.